# Tišnovien
Tišnovien bylo období pozdního paleolitu (před 11 300–10 000 lety), které dostalo své jméno podle naleziště u Tišnova na jižní Moravě. Termín Tišnovien zavedl v roce 1994 český archeolog Jiří Svoboda. Geologicky se jedná o přechod z pozdního pleistocénu k holocénu.
Nejvýznamnějším objevem v této lokalitě byly čtyři zahloubené objekty na ploše 45 až 35 metrů, jejichž ohraničení se rýsovalo mezi okolní vápencovou sutí. V objektech se našlo asi 2,5 tisíce naštípaných pazourků. Tento nález patří mezi zásadní evropské objevy. Výzkum zde prováděl v letech 1966–1967 archeolog Oldřich Kos.
V dobách kdy na Moravě žili lovci a sběrači, tu bylo jen několik stovek až tisíc lidí, především kvůli nepříznivému klimatu. To se změnilo v nadcházejících tisíciletích, kdy se rozšířilo zemědělství, čímž se od základů změnil způsob života lidí. Lovci se často přesouvali za zvěří na velké vzdálenosti. Tišnovská lokalita byla strategickým místem, navazujícím na komunikační trasy. Bylo zde nalezeno velké množství různých druhů kamenů, pocházejících ze vzdálenosti až několika set kilometrů.